# Shane McConkey
James Shane McConkey (* 30. Dezember 1969 in Vancouver, British Columbia; † 26. März 2009 am Sass Pordoi, Trentino-Südtirol, Italien) war ein kanadisch-US-amerikanischer Extremskifahrer und Basejumper. Er begann seine Karriere als Skirennläufer und war danach auf der Buckelpiste und im Skicross sowie bei Freeskiing- und Freeride-Wettkämpfen aktiv. Nachhaltige Bekanntheit erlangte er ab Mitte der 1990er Jahre als Extremskifahrer in zahlreichen Skifilmen, wobei er sich durch humoristische Eskapaden und skitechnische Innovationen von vielen seiner Zeitgenossen abhob. Auf der Suche nach neuen Herausforderungen wandte er sich dem Basejumping und Wingsuit-Fliegen zu und kombinierte diese Sportarten als einer der ersten Athleten mit dem Skifahren. Der in Squaw Valley, Kalifornien, beheimatete McConkey war außerdem eine treibende Kraft bei der Entwicklung des Rocker Skis und gilt nicht zuletzt deswegen als einer der bedeutendsten Skisportler seiner Generation. 2009 kam er im Alter von 39 Jahren bei einem missglückten Ski-Basejump in den Dolomiten ums Leben.
Der postum veröffentlichte Dokumentarfilm McConkey behandelt seine Lebensgeschichte.

## Biografie

### Kindheit und Jugend
Shane McConkey kam als Sohn eines kanadischen Vaters und einer US-amerikanischen Mutter in Vancouver zur Welt. Vater Jim McConkey war in den 1950er und 60er Jahren einer der bedeutendsten Darsteller in Skifilmen und gilt als Pionier des Heliskiings. Er leitete die Skischule in Whistler und hatte seine zweite Ehefrau Glenn im Skigebiet Sugar Bowl nahe des Lake Tahoe kennengelernt. Glenn McConkey aus Watsonville, Kalifornien, war später im Immobiliengeschäft tätig und jahrelang als Skirennläuferin im Seniorenbereich aktiv. Während der 1990er Jahre gewann sie vier USSA-Masters-Titel. Shanes älterer Halbbruder George arbeitet seit 1979 als Skischuhmonteur in Whistler. James Shane McConkey wurde nach dem Skifahrer Jim Shane aus Alta, einem Freund seines Vaters, benannt.
McConkey begann im Alter von 23 Monaten in Whistler mit dem Skifahren. Er entwickelte früh eine Begeisterung für den Skisport und fuhr zeitweise bei seiner Mutter in einer Bauchtrage mit. Als er drei Jahre alt war, ließen sich seine Eltern scheiden und Glenn zog mit ihm in ihre kalifornische Heimat, wo sie ihn allein großzog. Während sich der Kontakt zu seinem Vater auf alljährliche Weihnachtsbesuche beschränkte, wurde das Squaw Valley Resort für ihn zum wichtigsten Bezugsort. Im Alter von sieben Jahren trat er dem Squaw Valley Ski Team bei und startete im Hinblick auf eine olympische Laufbahn mit dem alpinen Rennfahren. Trainer Paul Arthur, der mit der ersten Skiabfahrt von Mount Whitney bekannt geworden war, brachte McConkey früh seine „Use-the-whole-mountain“-Philosophie näher und führte die Mannschaft des jungen Athleten bei den kalifornischen Juniorenmeisterschaften zu einem seiner ersten Titelgewinne.
Als Teenager besuchte McConkey die Burke Mountain Academy in Vermont und fiel dort als extrovertierter Schüler auf. Nach dem Highschool-Abschluss ging er mit einem Stipendium an die University of Colorado Boulder, wo der spätere Radprofi Tyler Hamilton zu seinen Kommilitonen gehörte. Zwar schaffte es der talentierte Slalom- und Riesenslalomläufer bis auf Nor-Am-Level, die Aufnahme in den US-Nationalkader blieb ihm aber verwehrt. Dazu trug unter anderem eine im Teenageralter erlittene Rückenverletzung, aber auch sinkendes Interesse seinerseits bei. Auf dem College vernachlässigte er seine Ausbildung und verbrachte die meiste Zeit mit freiem Skifahren und dem Ausprobieren neuer sportlicher Trends. So begann er etwa mit dem Bungeespringen und dem Gleitschirmfliegen und erwarb sich durch Klippensprünge mit Rollerskates und im Kajak einen Ruf als „thrill-seeker“.

### Freestyle-Skiing und Freeskiing
Nachdem er die Universität aufgrund von Untätigkeit ohne Abschluss hatte verlassen müssen, lebte McConkey zunächst mietfrei in einer Art Gartenhütte und arbeitete als Pizzabote. Er übersiedelte von Boulder nach Vail und widmete sich, inspiriert durch die Skifilme seines Vaters und den 1988 erschienenen The Blizzard of Aahhh’s, ganz dem Freeriden. Zusammen mit seinem College-Mitbewohner Kent Kreitler kombinierte er das Skifahren im Gelände mit spektakulären Sprüngen und machte sich auf diese Weise schnell einen Namen in der Gegend. Nachdem der ehemalige Skirennläufer und Filmemacher Nick Nixon die beiden entdeckt hatte, engagierte er sie für seinen Film Ski Theater, der 1992 in Argentinien, Österreich und der Schweiz gedreht wurde. Es war der erste von gut zwei Dutzend Filmauftritten McConkeys.
Im folgenden Winter startete der Studienabbrecher erstmals auf der Bud Pro Mogul Tour und gewann in Copper Mountain gleich sein zweites Rennen. Als Mitglied des Spyder-Teams nahm er an weiteren Wettkämpfen teil, bis er am 4. März 1995 für einen Eklat sorgte: Während eines Parallelrennens in seinem Wohnort Vail vergab er mit einem Ausrutscher die Chance auf ein zufriedenstellendes Ergebnis und zeigte daraufhin auf dem zweiten Kicker einen verbotenen Rückwärtssalto. Von der Rennleitung disqualifiziert, kehrte er an den Start zurück und befuhr die Strecke, bis auf die Skischuhe unbekleidet, noch einmal. Dabei sprang er einen Spreadeagle, eine Lokalzeitung titelte „McKonkey (sic!) shows VA naked truth!“ Nachdem ihm das Skigebiet bereits zwei Jahre zuvor temporär den Skipass entzogen hatte, weil er sich auf einem gesperrten Hang das Steißbein gebrochen hatte, belegte man ihn diesmal mit einem lebenslangen Bann. Zusätzlich musste er eine Geldstrafe in Höhe von 100 Dollar bezahlen. Gegenüber der Zeitschrift Skiing beklagte er, der Buckelpistensport sei „viel zu konservativ“ geworden, und konstatierte „This sport has to be rad. If it’s not, it’s dead.“ (Dieser Sport muss krass sein. Ist er es nicht, ist er tot). Wie die Zeitschrift später berichtete, war McConkey schon mehrere Jahre davor ein Nor-Am-Rennen in Mission Ridge nackt gefahren.
Angespornt durch einige Erfolge Kreitlers, begann McConkey noch während er auf der Buckelpiste aktiv war, an Freeride-Wettkämpfen teilzunehmen. Dabei setzten er und Kreitler neue Maßstäbe, indem sie etwa Felspartien übersprangen, über die einige Konkurrenten sich abseilen mussten. 1994 und 1995 gewann McConkey in Las Leñas die South American Extreme Skiing Championships, 1995 war er außerdem bei den U.S. Extreme Skiing Championships siegreich. Um die junge Sportart vor einer möglichen FIS-Übernahme zu bewahren, gründete er gemeinsam mit Lhotse Merriam und Brant Moles die International Freeskiers Association (IFSA). 1996 und 1998 kürte er sich jeweils zum Sieger der von der IFSA organisierten World Tour. Gegenüber Kritikern verteidigte er diese neue, freizügigere Art skifahrerischen Kräftemessens leidenschaftlich:

“The competitions show more about what skiing really is than any of those specialty events – moguls, jumping, aerials, racing, freestyle. None of those mean shit as to how good of a real skier you are. Freeskiing comps are the most intense by far, because not only are you nervous as hell in the starting gate, but you could also fucking die.”

„Die Wettbewerbe zeigen mehr, was Skifahren wirklich ist, als all diese Spezialveranstaltungen – Buckelpiste, Springen, Aerials, Rennen, Freestyle. Nichts davon sagt einen Scheiß darüber aus, wie gut du wirklich skifährst. Freeskiing-Wettbewerbe sind die bei weitem intensivsten, weil du am Start nicht nur höllisch nervös bist, sondern auch verdammt nochmal sterben könntest.“

Nebenbei nahm McConkey mehrmals in der Disziplin Skicross an den neu geschaffenen Winter-X-Games teil. Musste er sich 1998 in Crested Butte noch mit Platz 24 begnügen, gewann er ein Jahr später am selben Ort hinter Enak Gavaggio und vor Jeremy Nobis die Silbermedaille. Dabei lieferten sich die drei professionellen Skifahrer einen Kampf mit dem Mountainbiker und Snowboarder Shaun Palmer, der letztlich aber außerhalb der Medaillenränge blieb. 2000 belegte er auf dem Mount Snow Rang fünf. Obwohl er in den aufkommenden Park-und-Pipe-Disziplinen  die von ihm erhoffte Erneuerung sah, äußerte er sich weiterhin kritisch über den Status des Skifahrens und bezeichnete es 2005 als „analfixierten, konservativ geführten Weißbrotsport“.

### Filmisches Schaffen

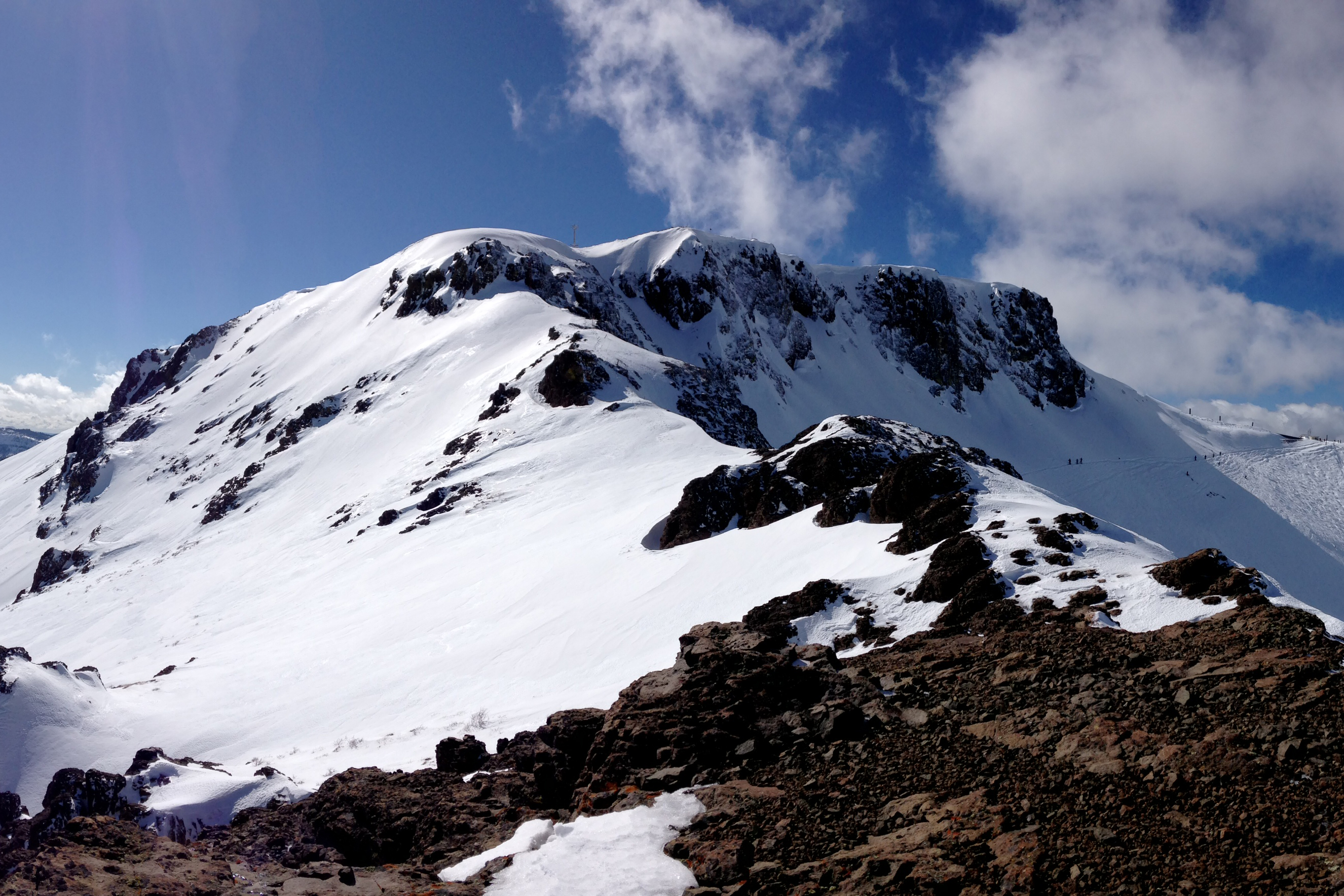
McConkey und Kreitler zeigten die ersten Backflips über die Palisades.

Während er im Wettkampfsport Erfolge feierte, dabei aber von der breiten Öffentlichkeit unbemerkt blieb, erreichte Shane McConkey als Star in 26 Skifilmproduktionen ein großes Publikum. Neben Micah Black, Seth Morrison und anderen war er ab Mitte der 1990er Jahre Teil der zweiten Welle des Freeski-Films. Weil er in Vail nicht mehr Skifahren konnte, verlagerte er seinen Lebensmittelpunkt nach Squaw Valley. Dort zeigten er und Kent Kreitler die ersten Rückwärtssaltos von den Palisades, einer Reihe von Steilwänden im höchstgelegenen Bereich des Skigebiets. Skifilmer Steve Winter wurde bei einer Veranstaltung auf den langhaarigen 25-Jährigen aufmerksam und engagierte ihn für mehrere Filmdrehs. Neben Klippensprüngen in der Ruby Range in Colorado gehörte die Befahrung eines Eisfalls in Alpine Meadows zu den ersten filmischen Leistungen des Newcomers. In The Tribe von 1995 misslang sein Versuch eines doppelten Rückwärtssaltos über eine Wechte, zur Überraschung der Filmcrew wiederholte er aber seinen nackten Spreadeagle, der fortan als eines seiner Markenzeichen galt. Einer Anekdote zufolge soll er den Stunt einmal für 100 Dollar zur Promotion eines neuen Energieriegels durchgeführt haben, weil er zu dieser Zeit als Kellner arbeitete und weder die Preisgelder seiner Wettkämpfe noch seine Filmgagen besonders hoch waren.
McConkey erlitt im Laufe seiner Karriere zahlreiche Verletzungen, darunter vor allem Knochenbrüche und Bänderrisse, aber auch schwere Hämatome, eine Luxation des Hüftgelenks und ein gerissenes Trommelfell. Binnen zehn Jahren musste er seine Saison sechsmal verletzungsbedingt vorzeitig beenden. In Folge eines 1997 zugezogenen Kreuzbandrisses wollte er während einer dieser Skipausen dennoch nicht ganz auf das Filmen verzichten. Als er sich im Auftrag von Matchstick Productions in Valdez, Alaska, aufhielt, erfand er gemeinsam mit Regisseur Murray Wais die Kunstfigur „Saucer Boy“. Mit dem trotteligen, knallbunt gekleideten Charakter parodierte McConkey die Ernsthaftigkeit der Szene und trat erstmals im Film Pura Vida auf.

“I definitely have an issue with people being too serious. I mean, look at all the guys in the jib flicks – making some face at the camera, trying to look tough. Why do they have to try and act like a gangster? We’re a bunch of white fucking skiers who go down mountains for cryin’ out loud.”

„Ich habe definitiv ein Problem mit Leuten, die sich zu enst nehmen. Ich meine, schau dir all die Typen in den Videos an – wie sie in die Kamera starren, versuchen, taff auszusehen. Warum versuchen sie, sich wie Gangster zu verhalten? Wir sind ein Haufen verdammter weißer Skifahrer, die Berge herunterfahren, um Himmels Willen.“

Wenngleich der Humor eine zentrale Rolle bei seinen Filmsegmenten spielte, blieb McConkey stets dem Sportlichen verhaftet. 1998 wiederholte er eine von Doug Coombs erstbefahrene Abfahrt vom Python Peak nahe Valdez und erreichte dabei auf den Spuren von Jeremy Nobis Geschwindigkeiten von bis zu 96 Kilometer pro Stunde. Neben 13 Filmen für Matchstick drehte er auch Material mit Scott Gaffney, Teton Gravity Research und Warren Miller. Mit erfolgreichen Produktionen wie There’s Something About McConkey und der Ski-Movie-Trilogie im Rücken rief er im Frühjahr 2002 die nach eigenen Angaben „stupendously stupid“ Pain McShlonkey Open in seiner Wahlheimat Squaw Valley ins Leben. Dabei konnten die wahlweise kostümierten Teilnehmer sich in einem Rückwärtsriesenslalom, auf einer „Small-Air“-Rutsche und einer 3,5 Kilometer langen „Chinese downhill“, einem Massenstartrennen ohne Regeln, auf Kurzski, messen. In späteren Jahren legte er den filmischen Fokus immer mehr auf seine neue Leidenschaft Basejumping.

### Skitechnologische Innovation

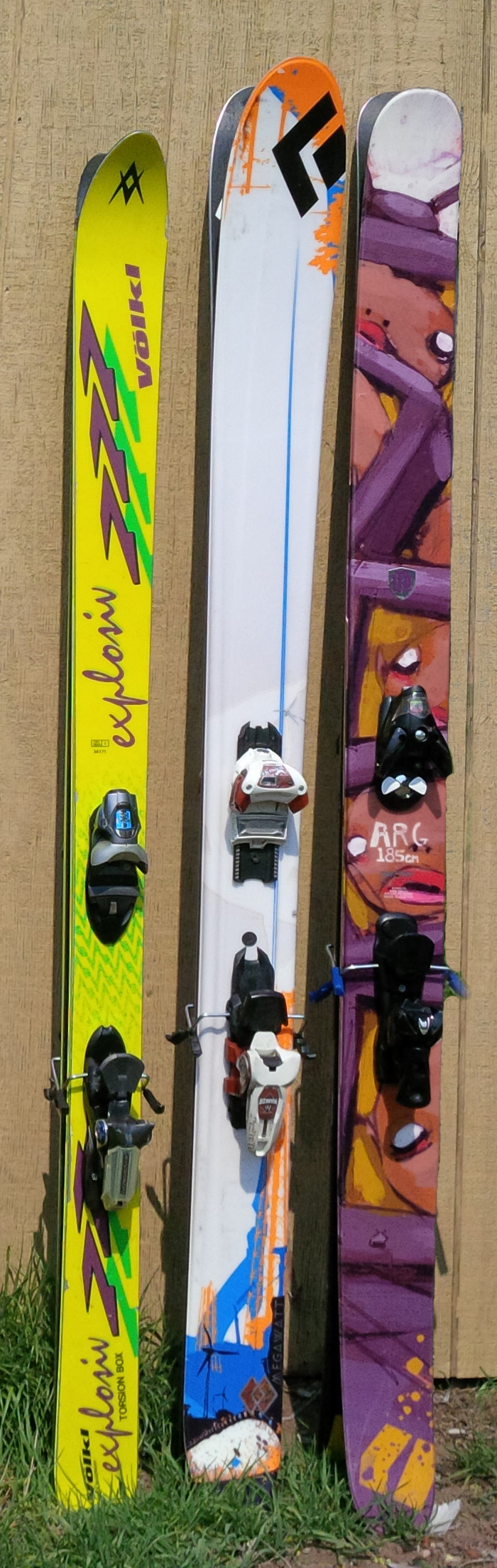
Freeride-Skier mit wenig bzw. reverser Taillierung

Noch während der ersten Hälfte der 1990er begann McConkey die Verwendung besonders breiter Skier, sogenannter Fat-Skis, zu forcieren. Angeregt durch Wasserski und Surfbretter erkannte er, dass eine starke Taillierung den Ski im Tiefschnee leichter einsinken lässt und sich somit kontraproduktiv auf die Freeride-Performance auswirkt. Modelle mit einer Taillierung von 90 oder mehr Millimetern galten in der Szene damals aber als veraltet und kamen fast ausschließlich beim Heliskiing zum Einsatz. In einer Bar in Las Leñas skizzierte er 1996 auf einer Serviette erstmals ein Skimodell, das an der Bindung nicht am dünnsten, sondern am breitesten ist (reverse sidecut). Von Kollegen zunächst belächelt, nutzte McConkey die breiteren Sportgeräte bei einigen seiner Wettkämpfe und gewann damit unter anderem „Extremes“ in Crested Butte und Las Leñas. Einige überzeugte Mitstreiter wie Brant Moles wechselten daraufhin ebenso erfolgreich das Skimodell. In Zeitschriftenartikeln appellierte McConkey an die Ski-Hersteller, dem von ihm ausgelösten Trend Rechnung zu tragen und hatte letztlich Erfolg – auch weil man angesichts der neuen Snowboard-Begeisterung einen Bedeutungsverlust fürchtete.
McConkey hielt an seiner Vorstellung für den perfekten Freeride-Ski fest und arbeitete diesbezüglich intensiv mit seinem Ausrüster Volant zusammen. Ziel war es, den Sportgeräten neben der auf null reduzierten oder gar negativen Taillierung auch eine negative Vorspannung (reverse camber), und damit jene physikalischen Eigenschaften zu verleihen, von denen man annahm, dass sie den Ski auf der Pulverschneeoberfläche optimal dahingleiten lassen würden. Der Forschungs- und Entwicklungsmanager und der Cheftechniker von Volant investierten zwei Jahre Arbeit in Design und Produktion der ersten vier Paar Ski nach McConkeys Vision. Erste Tests in den Neuseeländischen Alpen im September 2001 verliefen positiv, woraufhin der Ski als Volant Spatula auf den Markt kam. Die ersten Käufer erhielten im Dezember 2002 eine von Shane McConkey selbst verfasste Produktnotiz:

1. Side cut is NOT good in powder.
2. Camber is NOT good in powder.
3. Carving is NOT necessary in powder.
Simply put, if you want to maximize your abilities in soft snow you do not want to use the same tool as you would on any kind of hard, groomed or compacted snow (...)

„1. Taillierung ist NICHT gut im Pulver(schnee).
2. Vorspannung ist NICHT gut im Pulver(schnee).
3. Carving ist NICHT nötig im Pulver(schnee).
Einfach gesagt, wenn du deine Fähigkeiten im weichen Schnee maximieren möchtest, willst du nicht dasselbe Gerät benutzen, das du auf jeder Art von hartem, präpariertem oder komprimiertem Schnee benutzen würdest (...)“

Laut der Zeitschrift Ski erforderte dieser erste kommerzielle Rocker eine ganz eigene Technik: Die Schwünge sollten anders als beim Carving nicht zu hart gesetzt, sondern „geschmiert werden wie der Zuckerguss auf einem Kuchen“. Wenngleich der Spatula mit seiner geringen Eignung für andere Untergründe als Pulverschnee ein Nischenprodukt blieb, hatte das Modell erheblichen Einfluss auf die weitere Verbreitung der Rocker-Technologie. Nachdem Volant an ein internationales Konsortium verkauft und zur Luxusmarke gemacht worden war, verlor das Unternehmen das Interesse und ein zuvor eingereichtes Patentansuchen wurde nicht weiterverfolgt. McConkey unterschrieb 2004 einen Vertrag bei K2 Sports und begleitete dort die Entwicklung und Markteinführung des Spatula-ähnlichen K2 Pontoon, der ab Januar 2006 im Handel erhältlich war.

### Basejumping
1995 lernte McConkey bei Dreharbeiten mit Steve Winter und Murray Wais in Crested Butte den professionellen Basejumper Frank „The Gambler“ Gambalie kennen. Aufbauend auf seinen Erfahrungen mit Bungeespringen und Gleitschirmfliegen, ließ er sich von Gambalie in die relativ junge Sportart einführen. Nachdem er mehrere Fallschirmsprünge aus der Luft absolviert hatte, gelang ihm Ende 1996 von der Foresthill Bridge der erste von insgesamt rund 700 Basejumps seines Lebens. Gemeinsam mit Frank Gambalie, Miles Daisher und anderen sprang er beispielsweise vom Dach des Mandalay Bay Resort and Casino oder – mit Jonny Moseley als Fluchtfahrer – von einem Hochhaus in seiner Geburtsstadt Vancouver. Aber auch legale Sprünge wie etwa im Rahmen der Einweihung der Peak 2 Peak Gondola im Jahr 2008 gehörten zu seinen Leistungen als Basejumper. Nachdem Gambalie in Folge eines erfolgreichen Sprungs von El Capitan auf der Flucht vor Nationalparkrangern ertrunken war, wohnte McConkey einer Gedenk- und Protestveranstaltung im Yosemite Valley bei, bei der eine Basejumperin zu Tode kam.

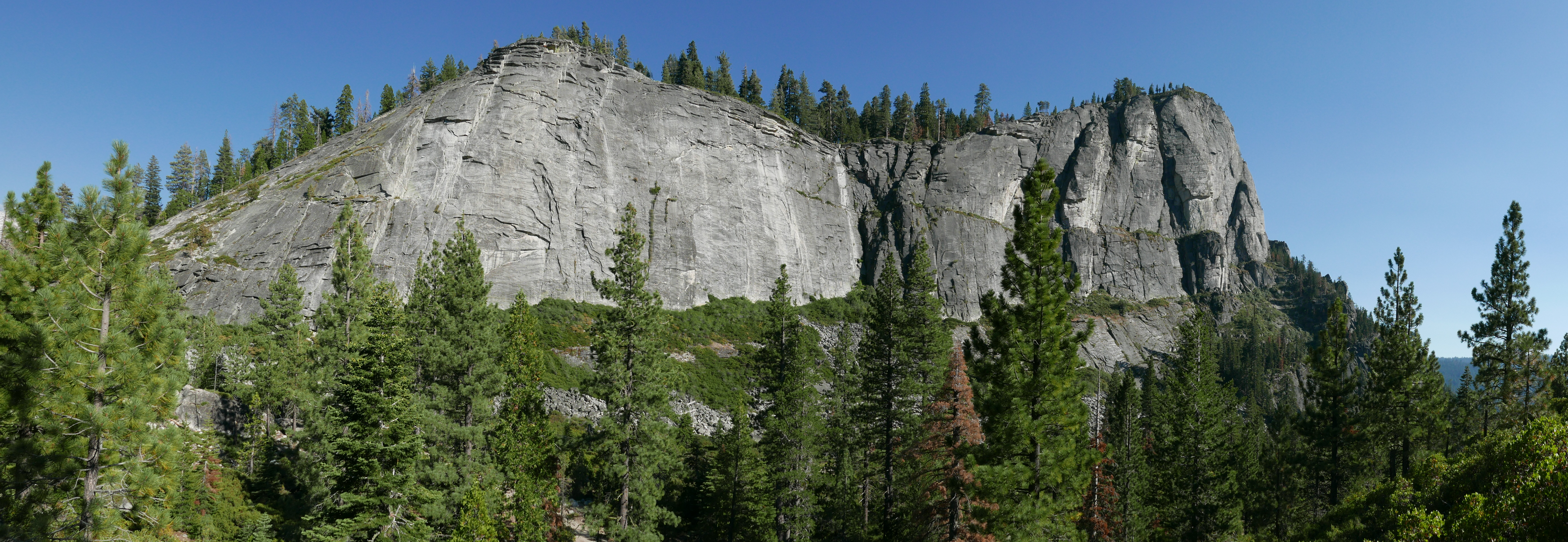
Am Lover’s Leap gelang McConkey 2003 sein erster Ski-Basejump.

In den 2000er Jahren gab McConkey unter der ironischen Bezeichnung „Plunge-to-Your-Death“-Camp Basejumping-Kurse auf der Perrine Bridge in Idaho, dem einzigen Ort der USA, von dem Objektsprünge ganzjährig ohne Genehmigung möglich sind. In Interviews rühmte er sich einer „Null-Prozent-Erfolgsquote“, da unter seiner Anweisung niemand in den Tod gestützt sei. Im Mai 2001 organisierte er erstmals selbst ein Filmprojekt, das ihn und seine Begleiter auf die Baffininsel führte. Die nördlich des Polarkreises entstandenen Aufnahmen zeigen Sprünge von Granitfelsen mit bis zu 30 Sekunden im freien Fall und sind im Matchstick-Film Ski Movie 2: High Society zu sehen.
Seine Unternehmungen zogen McConkey immer wieder zurück in seine Heimatprovinz British Columbia, wo er mehrfach von seinem Vater begleitet wurde. Vor dessen Augen entging er am Stawamus Chief einmal nur knapp einem Unglück, als ein Windstoß seinen Fallschirm gegen die Felswand drückte und er schwere Schürfwunden erlitt.
Trotz Bedenken in seinem näheren Umfeld hielt McConkey am Basejumping fest und erhöhte das Risiko sogar noch: Am 15. Januar 2003 absolvierte er mit seinem früheren Schützling, dem elf Jahre jüngeren J. T. Holmes, erstmals einen Ski-Basejump. Die beiden begaben sich dazu auf den 180 Meter hohen, von Frank Gambalie „erstbesprungenen“ Granitfelsen Lover’s Leap südlich des Lake Tahoe und verstreuten in einem Akt des Gedenkens an den Verunglückten eine Handvoll Asche. Im selben Jahr sprang McConkey für den Film Focused mit Wasserski und Fallschirm über einen Bergschrund bei Bella Coola. Seinen wohl spektakulärsten gemeinsamen Ski-Basejump vollführte das Duo McConkey/Holmes 2004 am Eiger, wo der Kalifornier nach wenigen Schwüngen über die Westflanke einen doppelten Vorwärtssalto in die Nordwand machte, ehe er seinen Fallschirm auslöste. Für dieses Kunststück erhielt er im folgenden Jahr eine Nominierung für den Laureus World Sports Award in der Kategorie Action-Sportler des Jahres. Aufgrund einer Knieverletzung sportuntauglich, konnte er bei der Preisverleihung in Estoril persönlich anwesend sein, musste sich aber der Weltumseglerin Ellen MacArthur geschlagen geben. Einen weiteren bekannten Stunt drehte McConkey 2007 in Whistler, wo er die Eröffnungsszene des James-Bond-Films Der Spion, der mich liebte nachstellte und um ein paar Saltos ergänzte. Das Original aus dem Jahr 1977 mit Stuntman Rick Sylvester, der dem 37-Jährigen beratend zur Seite stand, wird oft als erster Ski-Basejump der Geschichte bezeichnet.
Im Februar 2007 kombinierten McConkey und Holmes als erste Sportler überhaupt das Ski-Basejumping mit dem Wingsuit-Fliegen, indem sie mehrmals von einer 900 Meter hohen Klippe in Norwegen sprangen. Shane, der, wie seine Mutter im Film There’s Something About McConkey verriet, im Alter von drei, vier Jahren unter Höhenangst gelitten hatte, ließ die Faszination am Extremen bis zu seinem Tod nicht mehr los:

“It stems from the fact that we live in a world that’s been completely mapped and completely charted. There’s no exploration any more. And we as humans have the built-in need to go explore, to go see what’s possible. And that’s where I find it, in the mountains, with my skis and my parachute.”

„Es ergibt sich aus der Tatsache, dass wir in einer Welt leben, die vollständig kartiert und erfasst wurde. Es gibt keine Erforschung mehr. Und wir als Menschen haben das angeborene Bedürfnis, zu entdecken, zu sehen, was möglich ist. Und hier finde ich es, in den Bergen, mit meinen Skiern und meinem Fallschirm.“

### Unfalltod

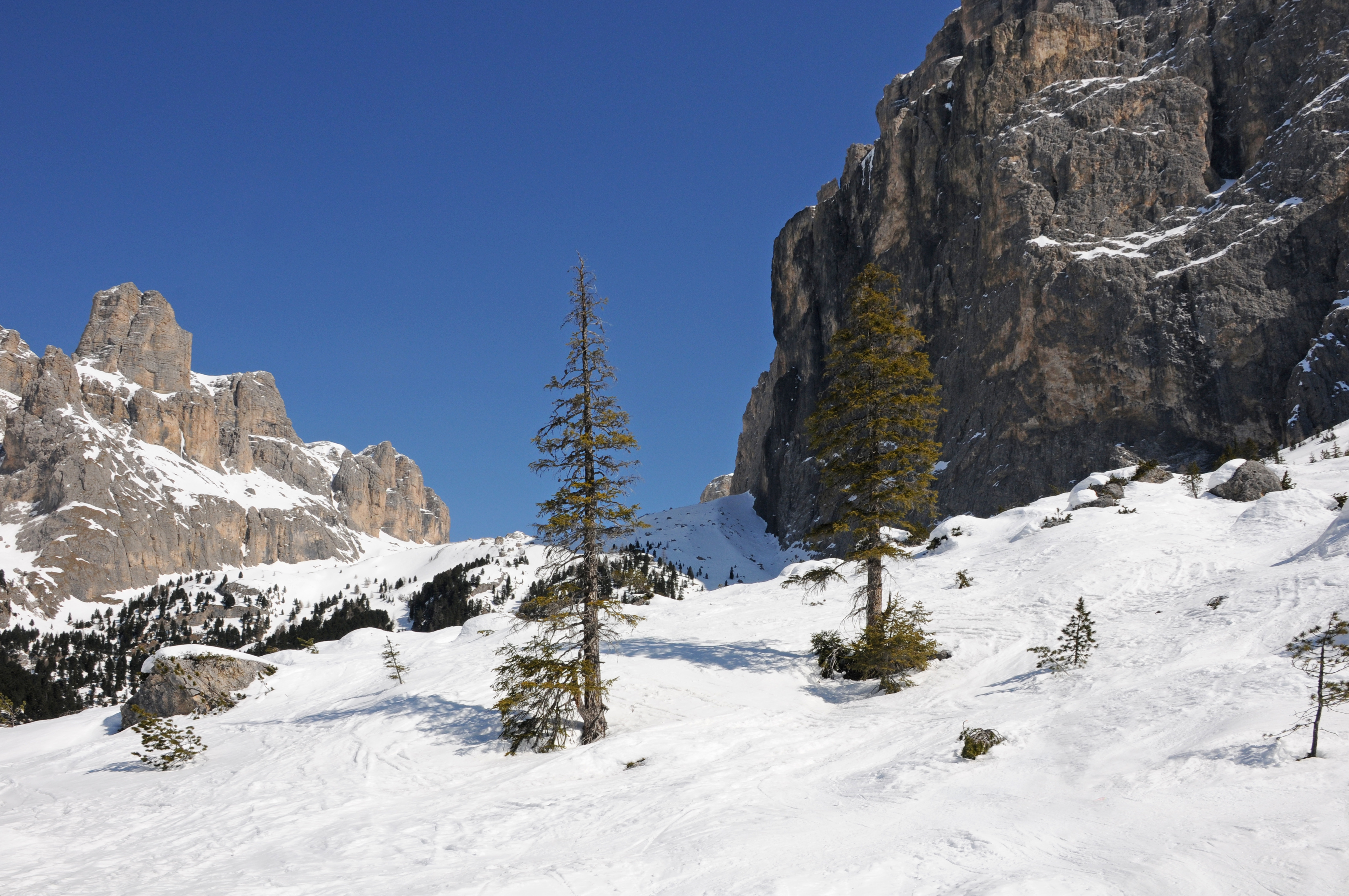
Das Val Lastiës Ende März 2009: McConkey stürzte über die Felswand auf der rechten Bildseite in den Tod.

Im Januar 2009 unterrichtete McConkey Matchstick Productions und seinen Kopfsponsor Red Bull von seinen Vorhaben in den Dolomiten. Unter anderem planten er und Holmes einen zweiphasigen Ski-Basejump, bei dem sie nach einem ersten Fallschirmsprung auf Skiern landen und nach Abwurf des ersten von zwei Fallschirmen erneut abheben wollten. Auf der Suche nach einem geeigneten Berg für diesen Stunt begaben sich die beiden am 24. März auf den Sassongher. Nach Abfahrt durch das 45 Grad steile Val Scura gelangten sie auf eine südwärts geneigte Hochfläche, von der sie schließlich einen normalen Ski-Basejump mit Vorwärtssalto durchführten.
Zwei Tage später fuhren McConkey und Holmes gemeinsam mit der Filmcrew auf den Sass Pordoi in der Sellagruppe. Die Westseite des Berges mit ihren bis zu 600 Meter hohen Felswänden schien ideal für das Unterfangen der Amerikaner. Von der Seilbahnbergstation fuhren sie durch eine enge Rinne ab und traversierten mit Steigeisen und Eisgeräten zur geplanten Absprungstelle auf einem schneebedeckten Felsband. Gegen Mittag erreichten sie ihr Ziel und begannen mit den Vorbereitungen auf einen Ski-Basejump mit anschließendem Wingsuit-Flug. J. T. Holmes ging kurz vor 17:30 Uhr als erster über einen selbstgebauten Kicker, machte einen doppelten Rückwärtssalto, löste seine Skier und flog wenige Sekunden mit dem Wingsuit, bevor er seinen Fallschirm auslöste und sicher landete. Regisseur Steve Winter, der die Szene von einem Helikopter aus filmte, sah McConkey wenig später folgen und abstürzen. Dem Star gelang es nicht sofort, seinen linken Ski abzuwerfen, woraufhin er ins Trudeln geriet. Er und Holmes benutzten alte Tyrolia-480-Bindungen, die sie in der Luft durch eine per Klettverschluss am Hosenbund befestigte Zugleine öffnen konnten. Weil dieser einfache Mechanismus fehlschlug, musste McConkey eine Drehung in Kauf nehmen und mit der Hand zur Bindung greifen. Erst nach zwölf Sekunden im freien Fall wurde er den zweiten Ski los, konnte seinen Fallschirm aber nicht mehr rechtzeitig auslösen und stürzte ungebremst in den Schnee am Fuß der Felswand. Die Rettungskräfte konnten nur noch seinen Tod feststellen.
Shane McConkey war der zweite in einer ganzen Reihe von Todesfällen, die mit dem Red-Bull-Konzern assoziiert werden. Der Konzern ließ den tragischen Unfall weitgehend unkommentiert, in der Sport- und Medienwelt entlud sich hingegen eine heftige Debatte über die Sinnhaftigkeit derartiger Extremsportunternehmungen. Während einige Fans und Publikationen ihm Egoismus und Verantwortungslosigkeit gegenüber seiner Familie vorwarfen, verteidigten Freunde und Kollegen McConkey und sein „Recht auf Risiko“. Zeitgenossen wie Mike Douglas und Daron Rahlves, aber auch seine Frau Sherry betonten, dass er sich immer gewissenhaft bis akribisch auf seine Sprünge vorbereitet hätte. Der öffentlichen Wahrnehmung, er sei von seinen Sponsoren zu immer neuen Höchstleistungen angespornt worden, widersprachen sie. Ganz im Gegenteil sei Shane vielmehr selbst mit seinen Ideen an Red Bull und Co. herangetreten. So habe er etwa seinen Ausrüster K2 zwei Jahre lang dazu drängen müssen, ihm einen Fallschirm mit dem Firmenlogo für seine Basejumps zur Verfügung zu stellen. Außerdem schreckte der als „furchtlos und draufgängerisch“ bekannte „Adrenalin-Junkie“ nicht davor zurück, Unternehmungen im Zweifelsfall abzubrechen.
Zehn Tage nach seinem Tod organisierte Squaw Valley an der Talstation der KT-22-Sesselbahn eine Gedenkveranstaltung mit rund 1200 Teilnehmern. Unter den Gästen befanden sich Sportgrößen wie Miles Daisher, Chris Davenport, Tony Hawk und Jonny Moseley. Das Skigebiet würdigte seinen berühmten Sohn außerdem, indem es vorübergehend den Schriftzug „THANK YOU SHANE“ auf seine Skipässe druckte. Anfang Oktober 2009 folgte eine weitere Abschiedsfeier, bei der Sherry McConkey im Beisein von J. T. Holmes und ihrer kleinen Tochter eine Adlerskulptur von Hansi Standteiner einweihte und die Asche ihres verstorbenen Ehemannes verstreute.

### Privatleben
Shane McConkey lernte seine spätere Ehefrau, die iranisch-südafrikanisch-stämmige, aus Südafrika ausgewanderte Scheherezade „Sherry“ (* 1967 in Irland) Ende der 1990er Jahre beim Mountainbiken in der Tahoe-Region kennen. Das Paar heiratete 2004 auf der thailändischen Halbinsel Rai Leh und verbrachte die anschließenden Flitterwochen unter anderem mit Basejumping, Felsklettern und Tauchen. Im folgenden Jahr kam die gemeinsame Tochter, Ayla, zur Welt.

## Stil und Rezeption
Shane McConkey galt als eine der einflussreichsten und beliebtesten Persönlichkeiten innerhalb der Szene und wurde von der Skipresse bereits zu Lebzeiten mit Superlativen aller Art bedacht. Der Autor Leslie Anthony etwa nannte ihn den „ersten Superman der Skiwelt“ und beschrieb sein Skifahren 1998 als „draufgängerisch, ästhetisch, wild doch kontrolliert und unangreifbar“. Rob Story verortete den „Mann mit Pferdeschwanz und stählernen Augen, den Inbegriff eines Bergmenschen“ in einem 1995 veröffentlichten Zeitschriftenartikel als Teil der „planetarischen Schnee-Bohème“, die sich erfolgreich gegen den Snowboard-Hype stemme. Spitznamen wie „Conkinator“, „Pain McShlonkey“ oder „Cliff Huckstable“, ein Nick, unter dem er selbst Forumseinträge auf der Website der Filmfirma Teton Gravity Research verfasste, trugen zur Legendenbildung bei.
Den Begriff „extrem“ lehnte McConkey zur Selbstbeschreibung ab und bevorzugte stattdessen die Bezeichnung Freeskiing: „What we were doing was free from skiing, free of rules and most any kind of boundaries (...) What we were doing was freeskiing, free to ski in our own style, in our own terms.“ (Was wir taten, war frei vom Skifahren, frei von Regeln und fast jeder Art von Grenzen (…) Was wir taten, war Freeskiing, (wir waren) frei, in unserem eigenen Stil und zu unseren eigenen Bedingungen zu fahren.) Im Film 1999 verballhornte er den Ausdruck „extrem“, indem er ein zugefrorenes Bachbett entlangfuhr, fünf Minuten später in „Rente“ ging und sich danach „ex-stream skier“ nannte. Sein an Bart Simpson oder Beavis and Butt-Head erinnernder Sinn für Humor, der als „skurril“ bis „skatologisch“ beschrieben wird, war wesentlicher Bestandteil seiner Filmsegmente. Vor allem mit der Kunstfigur Saucer Boy, einem knallbunt gekleideten, Jack Daniel’s trinkenden, und mit einem Tellerbob (englisch saucer) ausgestatteten Einfaltspinsel, erweiterte McConkey den Skifilm um eine humoristische Note. Damit persiflierte er nicht nur die Ernsthaftigkeit und Starrheit der Szene, sondern machte sich auch über Trends wie „Snowblades“ lustig. Auf dem Höhepunkt seiner Popularität 2001 brachte die Firma Huck Doll als Konkurrenz zum Snowboarder von Fisher-Price eine Shane-McConkey-Actionfigur mit abnehmbaren Skiern und Stöcken in zweifacher Ausführung auf den US-Markt.
Trotz häufiger Blödeleien war der selbst ernannte Hedonist McConkey, in den Worten von Rob Story, „kein Leichtgewicht“. Zahlreiche Nachrufe betonten seinen anhaltenden Einfluss auf die Skiwelt, den Big-Mountain-Sport, die frühe Park-und-Pipe-Szene, die Ski-Industrie und junge innovative Skisportler wie Michelle Parker. Das Powder-Magazin nannte ihn 2009 auf dem Titelblatt seiner September-Ausgabe gar den „einflussreichsten Skifahrer aller Zeiten“. Story fasste die Bedeutung des Verstorbenen wie folgt zusammen:

“He revolutionized skiing three times – challenging what we ski, how we ski and even how we think about skiing.”

„Er hat das Skifahren dreifach revolutioniert – in Frage stellend, was wir Skifahren, wie wir Skifahren und sogar, wie wir über das Skifahren denken.“

In einer im Februar 2001 in der Zeitschrift Skiing veröffentlichten Auswahl der 25 besten Skifahrer Nordamerikas belegte McConkey mit großem Stimmenabstand vor Jonny Moseley und Jeremy Nobis den ersten Platz. Powder listete ihn 2006 als einen der 48 einflussreichsten Skisportler der letzten 35 Jahre. 2010 wurde er gemeinsam mit Glen Plake und Daron Rahlves in die U.S. Ski and Snowboard Hall of Fame aufgenommen. Sein Heimat-Skigebiet Squaw Valley (heute Palisades Tahoe) benannte eine seiner anspruchsvollsten Skirouten, Eagle’s Nest, in McConkey’s um. K2 würdigte ihn im Jahr seines Todes mit einem limitierten Shane-McConkey-Tribute-Ski, dessen Verkaufserlöse in einen Fonds zugunsten seiner Frau und Tochter eingezahlt wurden.
Die 2011 von seiner Witwe gegründete Shane McConkey Foundation sammelte bereits hunderttausende Dollar für Bildungs- und Umweltschutzprogramme.

## Erfolge

### X-Games
- Crested Butte 1998: 24. Skicross
- Crested Butte 1999: 2. Skicross
- Mount Snow 2000: 5. Skicross

### Weitere Erfolge (Auswahl)
- 1993: 1. Platz Bud Pro Mogul Tour in Copper Mountain
- 1994: 1. Platz South American Extreme Skiing Championships
- 1995: 1. Platz U.S. Extreme Skiing Championships
- 1995: 2. Platz World Extreme Skiing Championships
- 1995: 1. Platz South American Extreme Skiing Championships
- 1996: 1. Platz International Freeskiers Association World Tour Championships
- 1998: 1. Platz European Freeskiing Championships
- 1998: 2. Platz U.S. Extreme Skiing Championships
- 1998: 1. Platz International Freeskiers Association World Tour Championships
- 2000: 1. Platz Big Mountain Gravity Games
- 2000: 1. Platz Skicross Core Games

## Filmografie
Skifilme
- 1992: Ski Theater (Nick Nixon Productions)
- 1993: Alpine Rapture (Nick Nixon Productions)
- 1995: Walls of Freedom (Scott Gaffney Pictures)
- 1995: Spinal Snap (Rob Bruce Films)
- 1995: The Tribe (Real Adventure Films)
- 1996: Burning Winter (Real Adventure Films)
- 1996: Fetish (Real Adventure Films)
- 1997: Pura Vida (Matchstick Productions)
- 1998: Sick Sense (Matchstick Productions)
- 1999: Area 51 (Teton Gravity Research)
- 1999: Global Storming (Matchstick Productions)
- 1999: 1999 (Scott Gaffney Pictures)
- 2000: Ski Movie (Matchstick Productions)
- 2000: There’s Something About McConkey (Scott Gaffney Pictures)
- 2001: Ski Movie 2: High Society (Matchstick Productions)
- 2002: Immersion (Scott Gaffney Pictures)
- 2002: Ski Movie 3: The Front Line (Matchstick Productions)
- 2003: Focused (Matchstick Productions)
- 2004: Yearbook (Matchstick Productions)
- 2005: Higher Ground (Warren Miller Films)
- 2005: The Hit List (Matchstick Productions)
- 2006: Push (Matchstick Productions)
- 2007: Seven Sunny Days (Matchstick Productions)
- 2007: Steep (The Documentary Group)
- 2008: Claim (Matchstick Productions)
- 2009: In Deep (Matchstick Productions)

Sonstige
- 2011: G.N.A.R. (Spielfilm)
- 2012: Ultimate Rush (Fernsehserie, 3 Episoden)
- 2013: McConkey (Dokumentarfilm, Red Bull Media House/Matchstick Productions)

## Auszeichnungen
- 2001: Skier of the Year (Skiing Magazine)
- 2001: ESPN Action Sports Award in der Kategorie Skier of the Year
- 2004: Full Throttle Award (Powder Magazine)
- 2005: Video Award (Powder)
- 2005: Full Throttle Award (Powder)
- 2005: Nominierung für den Laureus World Sports Award in der Kategorie Action-Sportler des Jahres
- 2010: Aufnahme in die U.S. Ski and Snowboard Hall of Fame (postum)